# دانييل غوميز
دانييل غوميز (بالإسبانية: Daniel Gómez López)‏ (15 يونيو 1992 كارتاخينا إسبانيا - ) هو لاعب كرة قدم إسباني يلعب كمهاجم.

## روابط خارجية
- دانييل غوميز على موقع Soccerway.com (الإنجليزية)